# 小銀芋

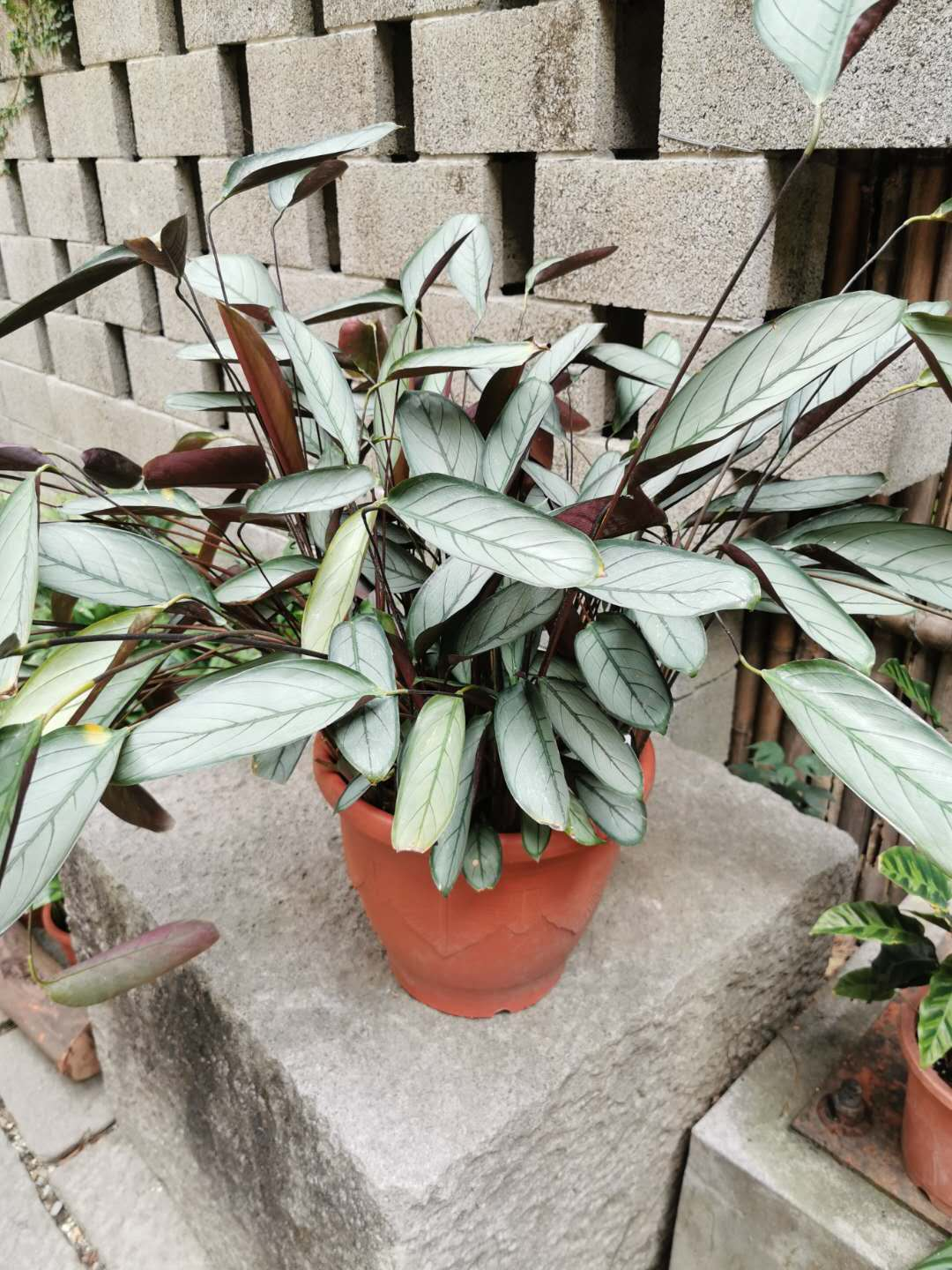
小銀芋。國立自然科學博物館植物園，台中，台灣。

小銀芋（学名：Calathea rufibarba 'Silver Compacta）為竹芋科肖竹芋屬下的一個園藝栽培種，多年生草本。葉叢生，長橢圓形。葉面銀灰色，中肋及側脈為淺綠，葉背及葉柄則是紅褐色。葉柄具短毛茸，在同屬中顯得相當特殊。

## 擴展閱讀
- 維基物種上的相關：小銀芋
- 维基共享资源上的相關多媒體資源：小銀芋